# 王大化
王大化（1488年—？），字玄成，直隸揚州府儀真縣人，民籍，明朝政治人物。

## 生平
正德八年（1513年）癸酉科應天府鄉試第一名，正德十六年（1521年）辛巳科進士。嘉靖二年（1523年），任高唐州知州。升嘉兴府同知。历官工部管河员外郎。

## 家族
曾祖王𪙴；祖父王璉；父王睿，曾任知縣。母柳氏；繼母金氏。重庆下。弟大修、大任、大作。